# Paul Smaczny
Paul Smaczny (1957) é um cineasta alemão, diretor e produtor de cinema e televisão e também roteirista, que tem se destacado por seus documentários sobre música de concerto, ópera e balé.
Nascido na Baixa Baviera, estudou Direito, Literatura Francesa, Literatura Alemã, Cinema e Teatro em Ratisbona, Hamburgo e Paris.
Depois de concluir o mestrado, começou a trabalhar como assistente de direção e dramaturgo em várias produções na França. Em 1986, foi co-fundador da companhia de produções teatrais e cinematográficas Le Grand Nuage de Magellan ("A Grande Nuvem de Magalhães"). De 1987 a 1989, trabalhou como dramaturgo no Centre dramatique national de Reims (Comédie de Reims).
Desde 1989 atua como roteirista, produtor de cinema e televisão. Em 1995 foi nomeado vice-presidente e diretor de produção musical da empresa alemã EuroArts Music International e, em 2001, tornou-se  diretor-executivo da companhia. Produziu ou dirigiu mais de 200 filmes e programas de televisão em vários países do mundo, documentando alguns dos mais importantes eventos musicais dos últimos quinze anos, como o Festival de Salzburgo, em teatros como a Staatsoper de Berlim e La Scala de Milão, com a participação de orquestras renomadas,  Filarmônica de Berlim, Orquestra do Festival de Lucerna, Filarmônica de Viena e Orquestra Sinfônica de Chicago. 
Atualmente, Paulo Smaczny vive e trabalha, em Leipzig.

## Filmografia parcial
- Claudio Abbado – Entendre le silence (2003), (Best Portrait, no 22° FIFA, em Montreal, 2004[3]; Grand Premier Prix, Festival International du Film d’Art, Paris).
- Claude Debussy: 'Entre Quatre-Z-Yeux', com  Daniel Barenboim.
- Maestros in Democracy[4]
- Multiple Identities - Encounters with Daniel Barenboim (Prêmio Especial do Júri do Vienna TV Awards 2002)
- Knowledge is the Beginning – Daniel Barenboim and the West-Eastern Divan Orchestra (Prêmio Emmy Internacional 2006/ Melhor documentário sobre artes; FIPA d'or 2007; Festival Mundial Banff de Televisão / Melhor documentário sobre artes 2007)
- El Sistema (vários prêmios, incluindo o de Melhor Documentário do Chicago International Movies and Music Festival 2010   e do Orlando Hispanic Film Festival 2009)
- Die Thomaner, 2012.[5]